# Stanislav Jasečko
Stanislav Jasečko (* 5. Dezember 1972 in Spišská Nová Ves, Tschechoslowakei) ist ein slowakischer Eishockeyspieler, der seit Juni 2013 bei dem KLH Vajgar Jindřichův Hradec in der 2. národní hokejová liga unter Vertrag steht.

## Karriere
Stanislav Jasečko begann seine Eishockeykarriere 1992 in der Slowakei beim ŠKP PS Poprad. Dort spielte der Verteidiger ein Jahr lang für die Profimannschaft in der 1. Liga der Tschechoslowakei. Anschließend wechselte er zum HK VTJ Spišská Nová Ves. 1994 stand der Linksschütze erstmals im Kader der slowakischen Nationalmannschaft, mit der er im selben Jahr an der C1-Weltmeisterschaft in der Slowakei teilnahm. Im Sommer 1994 wechselte Jasečko innerhalb der slowakischen Extraliga zum HC Košice, bei denen der damals 22-jährige gleich in seiner ersten Saison überzeugen konnte. In den 36 Spielen, die er absolvierte, erzielte Jasečko für einen Verteidiger gute 15 Scorerpunkte. Nur ein Jahr später wurde der Abwehrspieler wieder für die slowakische Nationalmannschaft nominiert, mit der er an der B-Weltmeisterschaft teilnahm und den Aufstieg in die A-Weltmeisterschaft feiern konnte.
Zur Saison 1996/97 schloss sich der robuste Abwehrspieler den Grand Rapids Griffins aus der International Hockey League an. Nur eine Spielzeit später kehrte er zurück in die Slowakei und setzte sein Engagement beim slowakischen Klub HC Košice fort. Dort spielte Jasečko noch bis 1999 und wurde mit der Mannschaft Meister, ehe er in der tschechischen Extraliga beim HC České Budějovice einen Vertrag unterschrieb. Auch in České Budějovice gehörte der Slowake zu den wichtigsten Verteidigern im Team. Nach einem zweijährigen Intermezzo in Schweden, Finnland und Russland kehrte Stanislav Jasečko schließlich 2003 zum HC České Budějovice zurück.
Anschließend konnten ihn die Verantwortlichen des HKm Zvolen von einem erneuten Engagement in der slowakischen Eliteliga überzeugen. Dort unterschrieb er zunächst einen Zweijahresvertrag. Weitere Karrierestationen waren der HC Vítkovice und HC Lasselsberger Plzeň in der tschechischen Extraliga.
In der Sommerpause 2008 wurden die Verantwortlichen der Füchse Duisburg auf den Defensivspieler aufmerksam und transferierten ihn nach Duisburg. Nach der Insolvenz der Füchse kehrte Jasečko zur Saison 2009/10 zu seinem Heimatverein HK Poprad zurück. Zwischen 2011 und Januar 2013 spielte er für den EV Bozen 84 aus der italienischen Serie A2, ehe er als Ersatz für den verletzten Justin Kurtz von den Dresdner Eislöwen aus der 2. Eishockey-Bundesliga unter Vertrag genommen wurde. Aufgrund einer Verletzung absolvierte er nur sechs Einsätze für die Eislöwen. Im Juni 2013 wurde er vom KLH Vajgar Jindřichův Hradec aus der 2. národní hokejová liga für zwei Jahre verpflichtet.

## Karrierestatistik
(Legende zur Spielerstatistik: Sp oder GP = absolvierte Spiele; T oder G = erzielte Tore; V oder A = erzielte Assists; Pkt oder Pts = erzielte Scorerpunkte; SM oder PIM = erhaltene Strafminuten; +/− = Plus/Minus-Bilanz; PP = erzielte Überzahltore; SH = erzielte Unterzahltore; GW = erzielte Siegtore; 1 Play-downs/Relegation; Kursiv: Statistik nicht vollständig)